# جورجينا ستويليكوفيتش
جورجينا ستوييلكوفيتش (مواليد 19 مايو 1988) عارضة أزياء صربية. ولدت في بانتشيفو، جمهورية يوغوسلافيا الاشتراكية الاتحادية.

## روابط خارجية
- جورجينا ستويليكوفيتش على موقع دليل عارضات الأزياء (الإنجليزية)

- قالب:NYmag model
- Georgina Stojiljkovic at Women Management
- V Magazine blog